# David Franck

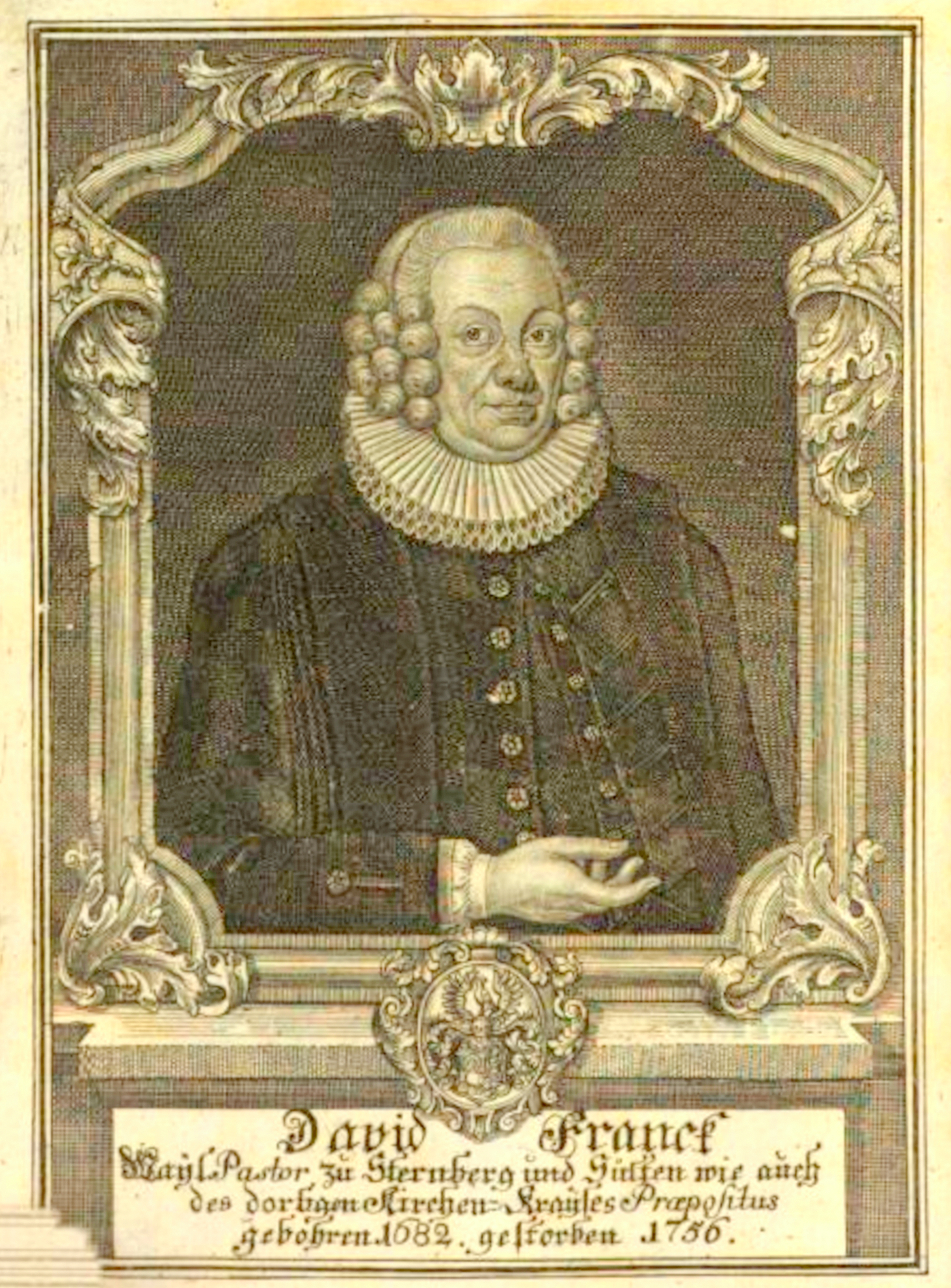
David Franck

David Franck, auch Francke (* 13. April 1682 in Lychen, Uckermark; †  21. Juli 1756 wohl in Sternberg, Mecklenburg) war ein deutscher Historiker, Schulrektor und Prediger.

## Biografie
Franck wurde als 15. Kind einer Pastorenfamilie geboren. Er erhielt bis zu seinem zehnten Lebensjahr mit seinen Geschwistern Hausunterricht bei seinem Vater. Schon früh lernte er Latein, Griechisch und Hebräisch. Nachdem er Schulen in Templin, Prenzlau und Neubrandenburg besucht hatte, verdiente er mit 17 Jahren seinen Lebensunterhalt als Hauslehrer in Anklam und besuchte ein Jahr später für zwei Jahre ein Kloster-Gymnasium in Berlin.
Franck studierte von 1702 bis 1705  Theologie, Rechtswissenschaften, Französisch und Syrisch an der Universität Rostock. 1713 wurde er Rektor der Schule zu Sternberg. Ab 1722 wirkte er als Pastor, und 1729 wurde ihm das Kirchenamt der Sternberger Präpositur übertragen.
Seit 1718 schrieb er unter anderem an der Geschichte Mecklenburgs und der Stadt Sternberg. Nachdem bei einem Stadtbrand 1742 große Teile Sternbergs niederbrannten, warb er hartnäckig und dann erfolgreich bei den Herzögen von Mecklenburg Karl Leopold und Christian Ludwig II. für den Wiederaufbau der Stadt. So bekam die Stadt Sternberg durch David Franck die Genehmigung für den Holzeinschlag in den fürstlichen Wäldern, um besonders die stark beschädigte Stadtkirche wieder aufzubauen. Ab 1753 erschienen die 19 Bände seines Hauptwerks Altes und neues Mecklenburg.

## Sonstiges
2012 erhielt die Sternberger Gesamtschule den Namen „Verbundene Regionale Schule und Gymnasium 'David Franck' Sternberg“.

## Werk
- David Franck: „Alt- und Neues Mecklenburg: darinn die Geschichte, Gottes-Dienste, Gesetze und Verfassung der Wariner, Winuler, Wenden, und Sachsen, auch dieses Landes Fürsten, Bischöfe, Adel, Städte, Klöster, Gelehrte, Müntzen und Alterthümer, aus glaubwürdigen Geschichtschreibern, Archivischen Urkunden und vielen Diplomaten in Chronologischer Ordnung beschrieben worden [...].“ 20 Bde., Güstrow/Leipzig 1753–1758.[2]
  - Band 3: „Von Mecklenburgs Erneurung in Landes- und Kirchen-Sachen : darin gezeiget, was für Verfassung, Adel und Einwohner, Glaubens- und Sitten-Lehre, wie auch Mängel mit eingeführt, und was das Stift Schwerin für einen Anfang, auch was der Fürst Pribislav II. und Hertzog Hinrich Leo von Bayern und Sachsen für Schicksale gehabt,“ 1753. (abrufbar bei Google–Books, PDF 23,59 MB)
  - Band 4: „Von Mecklenburgs Einrichtung und Anbauung neuer Städte : darin die zugestossene Hindernissen, Verleihungen des Lübeck-, Schwerin- und Sächsischen Rechts, Landes-Theilung, Clöster, das Müntz-Wesen, wie auch die ersten Graven und Bischöfe von Schwerin vorgestellet werden.“ 1753. (abrufbar bei Google–Books, PDF 32,45 MB)
  - Band 5: „Von Mecklenburgs Verwirrung unter vielerley Herren : darin mancherley kleine Kriege mit Benachbarten und unter Einheimischen, Unglücks-Fälle des Fürstlichen Hauses, und Noth-Stand des Landes, der Fürsten und des Adels Lehn-Pflichten, das Befinden der Geistlichen und der Städte, sonderlich von Rostock und Wißmar, wiederholet,“ 1754. (abrufbar bei Google–Books, PDF 27,42 MB)
  - Band 6: „Von Mecklenburgs Erhöhung und Vermehrung seiner Länder : darin die Kriege wegen Rügen und der Ukar-Marck, Rostocks Wachsthum, Erhebung der Fürsten zu Herzogen, Vereinigung der Herschaften Stargard und Rostock, wie auch der Gravschaft Schwerin mit dem Hause Mecklenburg und Gelangung desselben zur Schwedischen Crone, beschrieben.“ 1754. (abrufbar bei Google–Books, PDF 55,28 MB)
  - Band 7: „Von Mecklenburgs Bedrückung durch einheimische und auswärtige Feinde : worin die unglückliche Zeiten des Königs Albrecht, die Unruhen zwischen den Mecklenburgischen und Werlischen Herren, die Schicksahle der Stargardischen Hertzoge in der Marck Brandenburg, die Empörungen der See-Städte, die Räubereyen der Vitallien-Brüder, die Stiftung der Universität Rostock und ihre ersten Schicksahle, nebst dem Abgang der Werlischen Herren,“ 1754. (abrufbar bei Google–Books, PDF 50,28 MB)
  - Band 8: „Von Mecklenburgs Vereinigung durch Zusammenfügung seiner Länder : darin vorgestellet wird: wie das Fürstenthum Wenden mit dem Hertzogthum Mecklenburg wieder vereiniget worden, und durch den Abgang der Stargardischen Linie das gantze Land auf den Hertzog von Schwerin allein gekommen, wie auch die fernere Schicksale der Universität, die Brandenburgische Anwartschaft, die Rostockschen Unruhen und Zustand des Landes in geist- und weltlichen Dingen,“ 1754. (abrufbar bei Google–Books, PDF 49,61 MB)
  - Band 9: „Von Mecklenburgs Reinigung in Landes- und Kirchen Umständen : darin gezeiget wie der Einwohner Sicherheit durch Einführung des Land-Friedens, des Gottesdienstes Reinigkeit durch Wegräumung der Irthümer und Mißbräuche, auch die Besserung der Gelehrsamkeit durch geschickte Männer, beschaffet worden.“ 1755. (abrufbar bei Google–Books, PDF 42,09 MB)
  - Band 11: „Von Mecklenburgs Ruhestand unter Hertzog Ulrich zu Güstrow : worin von Verbesserung der Landes-Ordnungen, Lehn- und Land-Recht, Türcken-Steuren, Land- und Convocations-Tägen, auch was unter den Gelehrten, besonders im Güstrowschen Predigt-Ampt und wegen Unterschreibung der Formulae Concordiae vorgefallen.“ 1755. (abrufbar bei Google–Books, PDF 19,42 MB).
  - Band 13: „Von Mecklenburgs Verwüstung durch Feinde und Freunde : darin enthalten: wie die Fürsten ihrer Länder entsetzet, Albrecht von Wallenstein dieselben erhalten, aber auch wieder verlohren, der König von Schweden Gustav Adolph dazu gekommen, und sowohl die Kayserlichen als Schweden das Land verheeret; bis der Westphälische Friede erfolget.“ 1756. (abrufbar bei Google–Books, PDF 40,65 MB).
  - Band 14: „Von Mecklenburgs Irrungen unter Häuptern und Gliedern : darin die Volstreckung des Westphälischen Friedens, mancherley Handlungen unter Fürsten und Ständen, Mißverständnis im Fürstl. Hause Schwerin, und was sonst in Gottesdienstlichen, Hof-, Gerichts-Consistorii und Universitäts-Sachen vorgekommen,“ 1756. (abrufbar bei Google–Books, PDF 58,80 MB).
  - Band 15: „Von Mecklenburgs Rechts-Gängen, und was damit verknüpffet : darin die Processe der Landes-Fürsten mit den Ständen, und der Stände unter sich selbst, samt erfolgter Commission und andern Beschwerlichkeiten angeführet.“ 1756. (abrufbar bei Google–Books, PDF 68,47 MB).
  - Band 16: „Von Mecklenburgs Vergleichen und daraus entstandenen Irrungen : worin die Historischen Umstände der Recesse des Hertzogs Friderich Wilhelm mit der Fürstl. Fr. Wittwe zu Güstrow, dem Hertzoge Adolph Friderich zu Strelitz, Ritter- und Landschaft, der Stadt Rostock, und den gesamten Land-Städten zu finden,“ 1756. (abrufbar bei Google–Books, PDF 77,76 MB).
  - Band 17: „Von Mecklenburgs Zerrüttung in allen Ständen : darin die Drangsalen der Stadt Rostock, das Verfahren der Russen, die Entweichung der Ritterschaft, Einrückung der Craiß-Völcker, Vertreibung der Hertzoglichen Milice, und Verrichtungen der Kayserl. Commission beschrieben worden.“ 1757. (abrufbar bei Google–Books, PDF 60,03 MB).
  - Band 18: „Von Mecklenburgs Herstellung in etlichen Stücken : darin zu finden wie eine neue Kayserliche Commission verordnet, die Justitz-Cantzeley zu Güstrow und das Hoff-Gericht wieder eingeführet, des Landes Sicherheit besorget, auch mit Schadloßhaltung der Ritterschaft ein Anfang gemacht, die Städte aber noch immerhin mit dem Adel in Irrung geblieben, und es auch sonst an Beschwerden nicht gefehlet.“ 1757. (abrufbar bei Google–Books, PDF 44,72 MB).
  - Band 19: „Von Mecklenburgs Beruhigung durch den Vergleich zu Rostock : wie dieselbe zu Schwerin gesuchet, zu Sternberg gehindert, zu Wien befordert und zu Rostock erfolget.“ 1757. (abrufbar bei Google–Books, PDF 32,25 MB).

- David Franck: Gründlicher und Ausführlicher Bericht Von denen durch die Jüden zu Sterneberg Anno 1492 zerstochenen und dahero Blutrünstigen Hostien. 1721. (online)